# Marjan Terpin
Marjan Terpin, podjetnik, politik, publicist, kulturni delavec, * 10. oktober 1940, Števerjan, † 30. december 2022, Števerjan.

## Življenje in delo
Marjan Terpin se je rodil v Števerjanu očetu Francu (bil je trgovec in prosvetni delavec) in materi Emiliji (Milki, rojeni Maraž). Obvezno šolanje je opravil v domači vasi, nato se je vpisal na slovensko učiteljišče v Gorici, kjer je maturiral leta 1961. Med obdobjem 1963 in 1970 je bil občinski uradnik na števerjanski občini, nato se je posvetil podjetništvu in skupaj z bratoma upravljal podjetje s sedežem v Gorici in podružnico v Trstu. Kot uspešni podjetniki so veliko pomagali pri obnovi Katoliške knjigarne in gradnji novega športnega centra ob Katoliškem domu v Gorici.
Marjan Terpin je bil že leta 1958 v upravnem odboru Slovenskega katoliškega prosvetnega društva v Števerjanu, kjer je bil med leti 1961–67 tudi predsednik. Leta 1959 je bil med ustanovitelji Zveze slovenske katoliške prosvete (ZSKP) v Gorici in mnogo let tudi tajnik te Zveze. Bil je tajnik sekcije Kmečko-delavske zveze v Števerjanu (nato sekcija SSk) od leta 1970 do leta 1988. Bil je med pobudniki ustanovitve Slovenskega ljudskega gibanja leta 1968 v Gorici in nato stranke Slovenske skupnosti - SSk (1975) na Goriškem in njen pokrajinski tajnik med leti 1976–89, od leta 1986 tudi deželni tajnik stranke SSk. Nasploh je bil izredno dejaven v edini slovenski politični stranki v Italiji in je vodil razne delegacije SSk, tudi v sodelovanju z matično domovino. Leta 2015 mu je vodstvo stranke podelilo plaketo, na kateri je vgravirano: Slovenska skupnost izreka priznanje in zahvalo za nesebično in požrtvovalno štiridesetletno delo v korist narodnostnim pravicam Slovencev v Italiji. V času osamosvajanja Slovenije je izredno zavzeto in konkretno podpiral napore Slovenije za razdružitev od Jugoslavije in njeno samostojno pot v evropske povezave. Po razglasitvi samostojnosti je vsako leto pod lipo na svoji domačiji na Klancu v Števerjanu organiziral ob dnevu slovenske državnosti slovesno proslavo, ki so jo redno obiskovali tudi vidni slovenski politiki. Marjan Terpin je bil več let predsednik Konference za Italijo Svetovnega slovenskega kongresa  in je zato prejel tudi zlatnik (imenovan slovenski tolar), ki ga Svetovni slovenski kongres podeljuje zaslužnim posameznikom in institucijam, ki si v svojem poslanstvu prizadevajo ohranjati in krepiti narodno zavest pri rojakih doma in po svetu ter s svojimi aktivnostmi povezujejo Slovence širom sveta.
Marjan Terpin je v okviru števerjanskega prosvetnega društva skrbel tudi za dramsko dejavnost. Režiral je več iger in odrskih predstav, v marsikateri je tudi sam nastopal. Bil je soustanovitelj in več let tudi podpredsednik Svetovnega slovenskega kongresa ter dolgoletni predsednik Konference za Italijo. Za Kongres je redno organiziral srečanja Slovencev v Italiji, Terpin je v svojih nastopih vedno zagovarjal pravico slovenskega naroda do lastne države in do enakopravnega mesta znotraj Evrope.
Bil je tudi izredno ploden publicist. Leta 1969 je bil med ustanovitelji Števerjanskega vestnika (ki še izhaja), v katerega je stalno priobčal kakšen prispevek. Leta 1964 je izdal knjižico o slovenskem društvu v Števerjanu (COBISS), leta 1972 pa za Drugi zamejski festival narodno-zabavne glasbe (COBISS). Leta 1983 je izdal knjigo o svoji rodni vasi Števerjan : poskus orisa zgodovine vasi ob stoletnici ustanovitve "Slovenskega katoliškega bralnega društva Št. Ferjan" (COBISS). Nato je leta 2000 izdal Lojzič z Gmajne (COBISS) ob svoji 60. letnici. Ob 15. letnici slovenske osamosvojitve je izdal Skozi slavno in pogumno zgodovino Slovencev s preprosto slikano in pisano besedo. (COBISS) Leta 2008 pa Jekleno srce : tigrovstvo Stanislava Antona Kamenščka. (COBISS) Pri Goriški Mohorjevi družbi je leta 2010 izšla njegova Paler iz Brd : iz življenja Terpinovih v Števerjanu (COBISS) leta 2013 pa Povest o Marici z Ušja (COBISS) Pisal pa je tudi članke v raznih listih in časopisih (COBISS)
Leta 2016 mu je tedanji predsednik Republike Slovenije Borut Pahor vročil odlikovanje medaljo za zasluge, za prispevek k uveljavljanju enakopravnega položaja slovenske narodne skupnosti v Italiji in k utrjevanju enotnega slovenskega kulturnega prostora.
Leta 2024 so na pobudo Združenja za vrednote slovenske osamosvojitve (VSO) na pročelje domače hiše postavili spominsko ploščo.